# Michel Scheuer
Michel Scheuer (Rodange, 20 de mayo de 1927-Krefeld, 31 de marzo de 2015) fue un deportista alemán que compitió para la RFA en piragüismo en la modalidad de aguas tranquilas.
Participó en dos Juegos Olímpicos de Verano en los años 1952 y 1956, obteniendo un total de tres medallas, una de oro y dos de bronce. Ganó tres medallas en el Campeonato Mundial de Piragüismo en los años 1954 y 1958, y tres medallas en el Campeonato Europeo de Piragüismo en los años 1957 y 1959.

## Palmarés internacional
| Representando a Alemania                 |                        |                   |             |
| Juegos Olímpicos                         |                        |                   |             |
| Año                                      | Lugar                  | Medalla           | Evento      |
| 1952                                     | Helsinki (Finlandia)   | Medalla de bronce | K1 10 000 m |
| Representando al Equipo Alemán Unificado |                        |                   |             |
| Juegos Olímpicos                         |                        |                   |             |
| Año                                      | Lugar                  | Medalla           | Evento      |
| 1956                                     | Melbourne (Australia)  | Medalla de bronce | K1 10 000 m |
| 1956                                     | Melbourne (Australia)  | Medalla de oro    | K2 1000 m   |
| Representando a la RFA                   |                        |                   |             |
| Campeonato Mundial                       |                        |                   |             |
| Año                                      | Lugar                  | Medalla           | Evento      |
| 1954                                     | Mâcon (Francia)        | Medalla de plata  | K2 1000 m   |
| 1958                                     | Praga (Checoslovaquia) | Medalla de oro    | K4 1000 m   |
| 1958                                     | Praga (Checoslovaquia) | Medalla de oro    | K4 10 000 m |
| Campeonato Europeo                       |                        |                   |             |
| Año                                      | Lugar                  | Medalla           | Evento      |
| 1957                                     | Gante (Bélgica)        | Medalla de oro    | K4 10 000 m |
| 1959                                     | Duisburgo (RFA)        | Medalla de plata  | K4 1000 m   |
| 1959                                     | Duisburgo (RFA)        | Medalla de oro    | K4 10 000 m |